# Site archéologique d'El Brayech
Le site archéologique d'El Brayech (AM102) est un site situé sur le plateau du même nom, non loin de l'embouchure de l'oued Tahaddart, au Maroc.
Il s'agit d'un site archéologique présentant un habitat d'époque maurétanienne et islamique. La phase maurétanienne du site débute vers le VIe siècle av. J.-C. et semble se terminer vers le IIIe siècle av. J.-C. La phase islamique remonterait à la fin du XVIIe siècle apr. J.-C. possiblement en lien avec la fondation d'un comptoir par des négociants marseillais.

## Époque maurétanienne
Cette période se divise en quatre phases sur le site dont la plus ancienne (phase 1) remonte au VIe siècle av. J.-C. d'après la découverte de parois d'amphores du type T-10.1.2.1 ou T-10.2.1.2 de Ramon.
Le site durant cette période se caractérise par une architecture domestique en briques crues, une toiture faite principalement de bois de Thuya de Berbérie (Tetraclinis articulata) mais aussi et dans une moindre mesure de bois de genévrier (Juniperus sp.), d'olivier (Olea europaea) et de chêne vert (Quercus coccifera/ilex). Les sols étaient en terre battue ou en fragments de céramique.
Le site présente aussi un espace domestique où ont été découvert deux meules dormantes en granite semblables à certaines pièces découvertes à Ceuta et dans l'aire tartessienne. De plus, des vestiges de blé nu (Triticum aestivum) ont été découvert dans la couche d'incendie US 6a datée du VIe-Ve siècle av. J.-C..
D'après Abdelaziz El Khayari, le site aurait pu être une fondation phénicienne et aurait été continuellement habité jusqu'au IIIe siècle av. J.-C. avant d'être abandonné. En effet, aucun matériel archéologique pour les siècles suivants et la période romaine n'ont été découvert. De même, le site pourrait être identifié à l'antique Pontiôn mentionnée dans le périple du Pseudo-Scylax,,.

## Époque islamique
Pour cette période, le matériel archéologique n'est pas considérable et se caractérise par la présence de fragments de tuiles rondes, d'un fragment de marmite et deux murs construits en moellons liés par un mortier de chaux. Ceux-ci pourrait être les vestiges d'un comptoir fondé en 1683 par des négociants marseillais,.